# Bicyclus fulleborni
Bicyclus fulleborni är en fjärilsart som beskrevs av Max Bartel 1905. Bicyclus fulleborni ingår i släktet Bicyclus och familjen praktfjärilar. Inga underarter finns listade i Catalogue of Life.